# Stobaera biblobata
Stobaera biblobata är en insektsart som beskrevs av Van Duzee 1914. Stobaera biblobata ingår i släktet Stobaera och familjen sporrstritar. Inga underarter finns listade i Catalogue of Life.